# Max de Waal
Max de Waal (* 10. Januar 2002 in Hoorn) ist ein niederländischer Fußballspieler, der aktuell bei Willem II Tilburg unter Vertrag steht.

## Karriere

### Verein
Waal begann seine fußballerische Karriere beim in Hoorn ansässigen Always Forward, für den er bis 2012 spielte. Anschließend wechselte er für ein Jahr zur HVV Hollandia, ehe er in die Nachwuchsakademie von Ajax Amsterdam wechselte. 2017/18 durfte er bereits einmal für die U17 spielen. In der Folgesaison etablierte er sich im Team und schoss neun Tore in 26 Partien für die U17.
2019/20 spielte er überwiegend für die A-Junioren unter anderem in der Youth League.
Außerdem kam er am 16. September 2019 (5. Spieltag) gegen die Jong PSV zum Einsatz und schoss in der Nachspielzeit den 2:0-Siegtreffer. In der Saison kam er außerdem ein weiteres Mal in der eersten Divisie zum Einsatz. In der Folgesaison spielte er bereits viel öfter für die Zweitmannschaft und war auch gelegentlich an Toren beteiligt. Seinen Profivertrag bei Jong Ajax unterschrieb er jedoch erst im Dezember 2020. Im Januar 2022 wurde er bis zum Sommer in die Eredivisie an PEC Zwolle verliehen. Die Saison 2022/23 verbrachte er anschließend auf Leihbasis beim Zweitligisten ADO Den Haag.
Im Sommer 2023 wechselte er zum Zweitliga-Konkurrenten Willem II Tilburg.

### Nationalmannschaft
Waal kam bislang für zwei Juniorennationalmannschaften der Niederlande zum Einsatz, spielte jedoch nie ein großes Turnier.